# Имидж Комикс
Имидж Комикс (на английски: Image Comics) е американска издателска компания на комикси, основана през 1992 г.
Открита е от бивши автори на поредицата „Х-Мен“ и други, чието недоволство е широкото използване на техните творби от „Марвел Комикс“ срещу ниско заплащане. Създателите ѝ са Ерик Ларсeн, Тод Макфарлън, Марк Силвестри, Джим Валентино и Роб Лийфилд. Най-известните герои са Споун, Дракона дивак, Ходещата смърт, Уитчблейд и Тъмнината.
За разлика от други издателства авторите запазват правата си над персонажите, а не ги отстъпват на издателството.